# 40764 Gerhardiser
40764 Gerhardiser este un asteroid din centura principală de asteroizi.

## Descriere
40764 Gerhardiser este un asteroid din centura principală de asteroizi. A fost descoperit pe 13 octombrie 1999 la Heppenheim la Observatorul Heppenheim. Asteroidul prezintă o orbită caracterizată de o semiaxă mare de 3,07 ua, o excentricitate de 0,13 și o înclinație de 1,7° în raport cu ecliptica.